# Léré (Francja)
Léré – miejscowość i gmina we Francji, w Regionie Centralnym, w departamencie Cher.
Według danych na rok 1990 gminę zamieszkiwało 1161 osób, a gęstość zaludnienia wynosiła 73 osoby/km² (wśród 1842 gmin Regionu Centralnego Léré plasuje się na 338. miejscu pod względem liczby ludności, natomiast pod względem powierzchni na miejscu 840.).